# St. Alban (Diedorf)

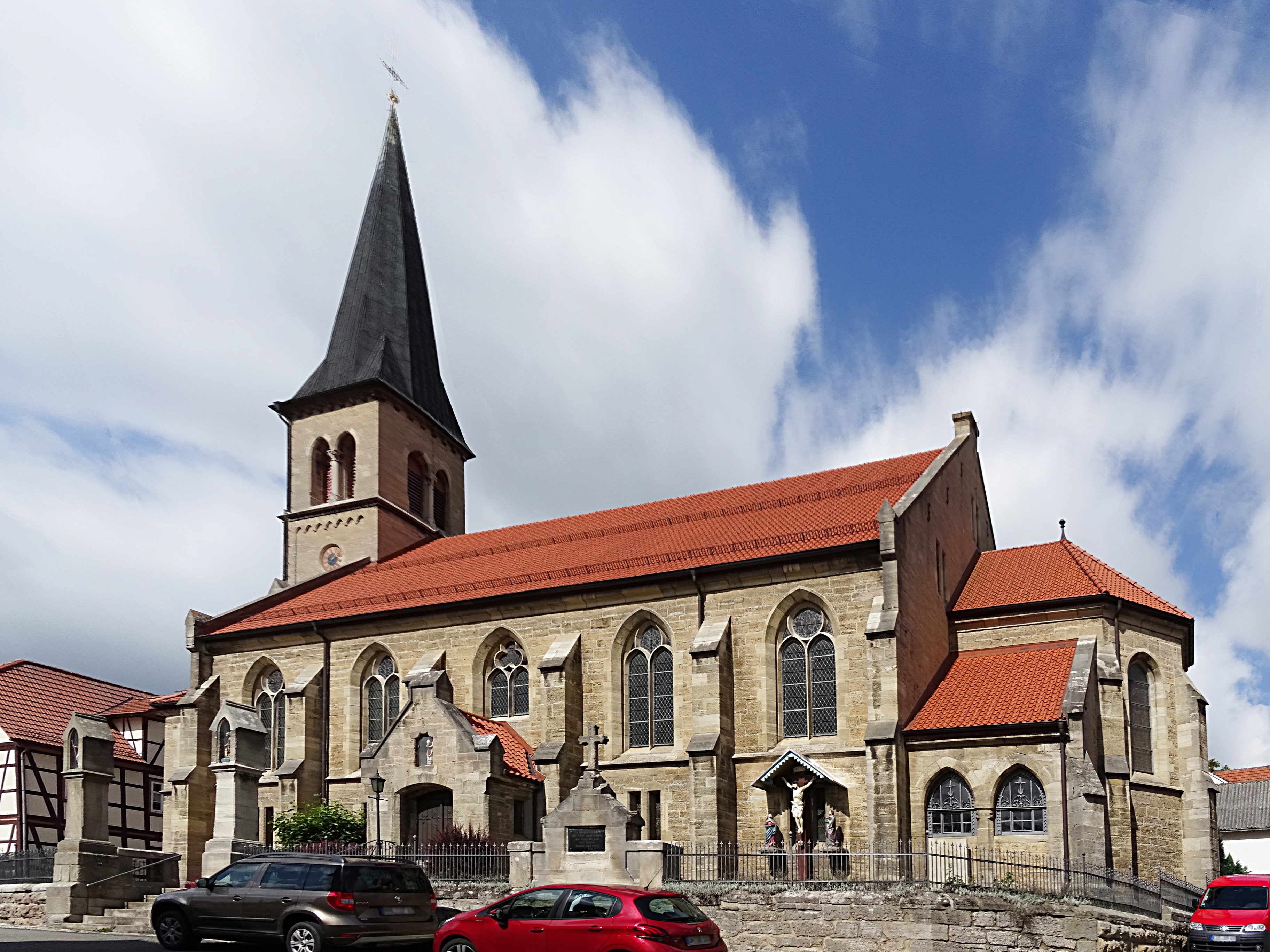
St. Alban

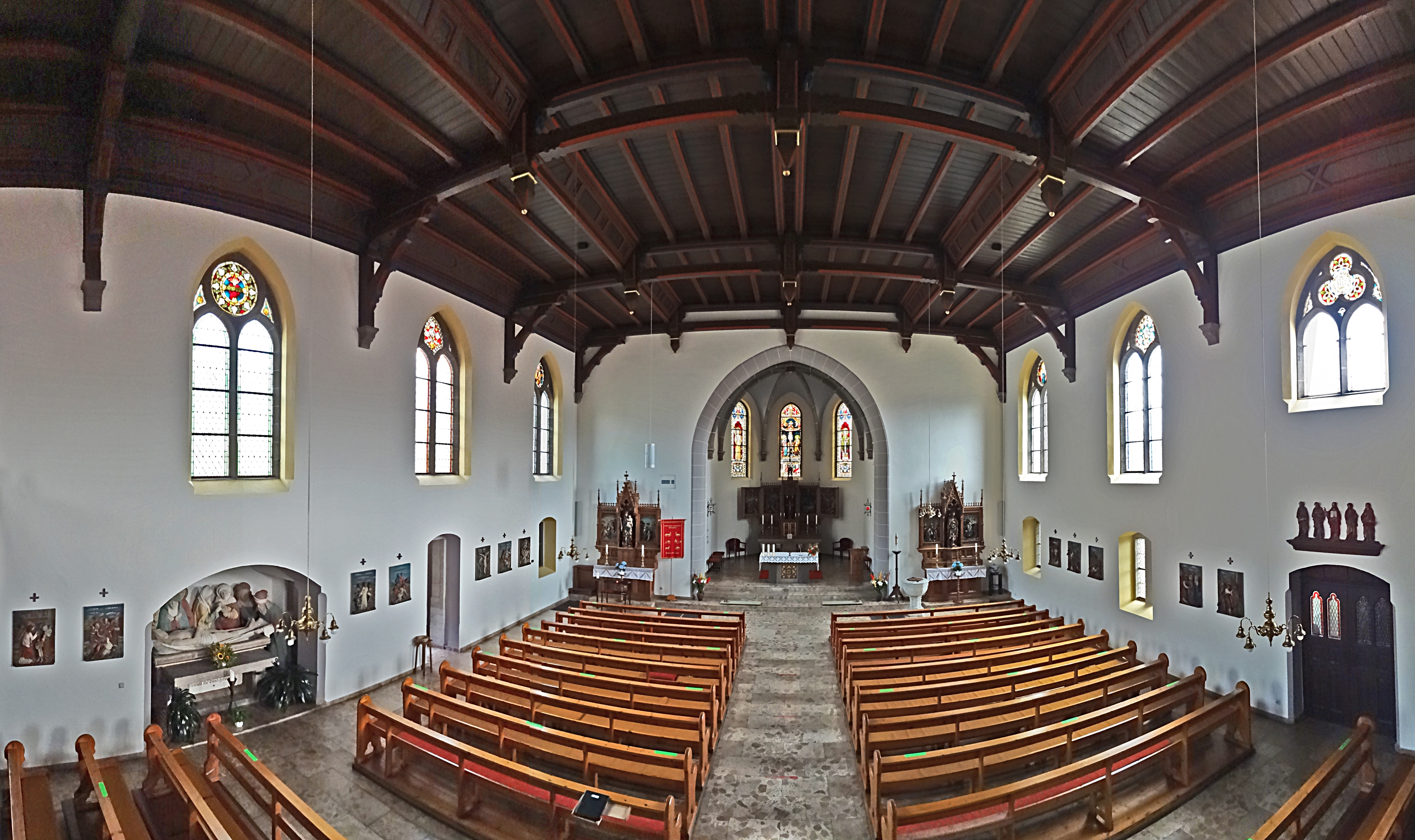
Innenraum-Panorama

Die römisch-katholische Filialkirche St. Alban steht in Diedorf, einem Dorf im Oberen Eichsfeld und zugleich einem Ortsteil der Landgemeinde Südeichsfeld im Unstrut-Hainich-Kreis in Thüringen. Sie ist Filialkirche der Pfarrei St. Cyriakus Heyerode im Dekanat Dingelstädt des Bistums Erfurt. Sie trägt das Patrozinium des heiligen Alban von Mainz.

## Lage
Die Kirche befindet sich in der Kirchstraße 4 in Diedorf.

## Architektur
Die neugotische, mit einem Satteldach bedeckte Saalkirche wurde von 1895 bis 1898 an Stelle eines Vorgängerbaus nach Plänen des Bauinspektors Böttscher aus Mühlhausen errichtet. Der Bau mit fünf Fensterachsen aus Quadermauerwerk hat einen eingezogenen Chor im Osten mit einer dreiseitig geschlossenen Apsis. Der Glockenturm im Westen trägt einen Spitzhelm. Im obersten Geschoss befindet sich hinter den Klangarkaden der Glockenstuhl.
Neben dem Kirchturm in der südwestlichen Ecke zum Kirchenschiff steht ein Treppenturm. Das Langhaus und der Kirchturm werden von Wandvorlagen unterstützt. Das Langhaus wird von einer Flachdecke bedeckt, das Foyer im Turm und der Chor tragen ein Kreuzrippengewölbe. Die neugotischen Altäre stammen von Anton Becke aus Wiedenbrück. Im Chor steht ein Flügelaltar mit Reliefs über das Leben Christi, die Seitenaltäre sind Maria und Josef geweiht.  Die Fenster im Chor zeigen figürliche Motive.

## Ausstattung

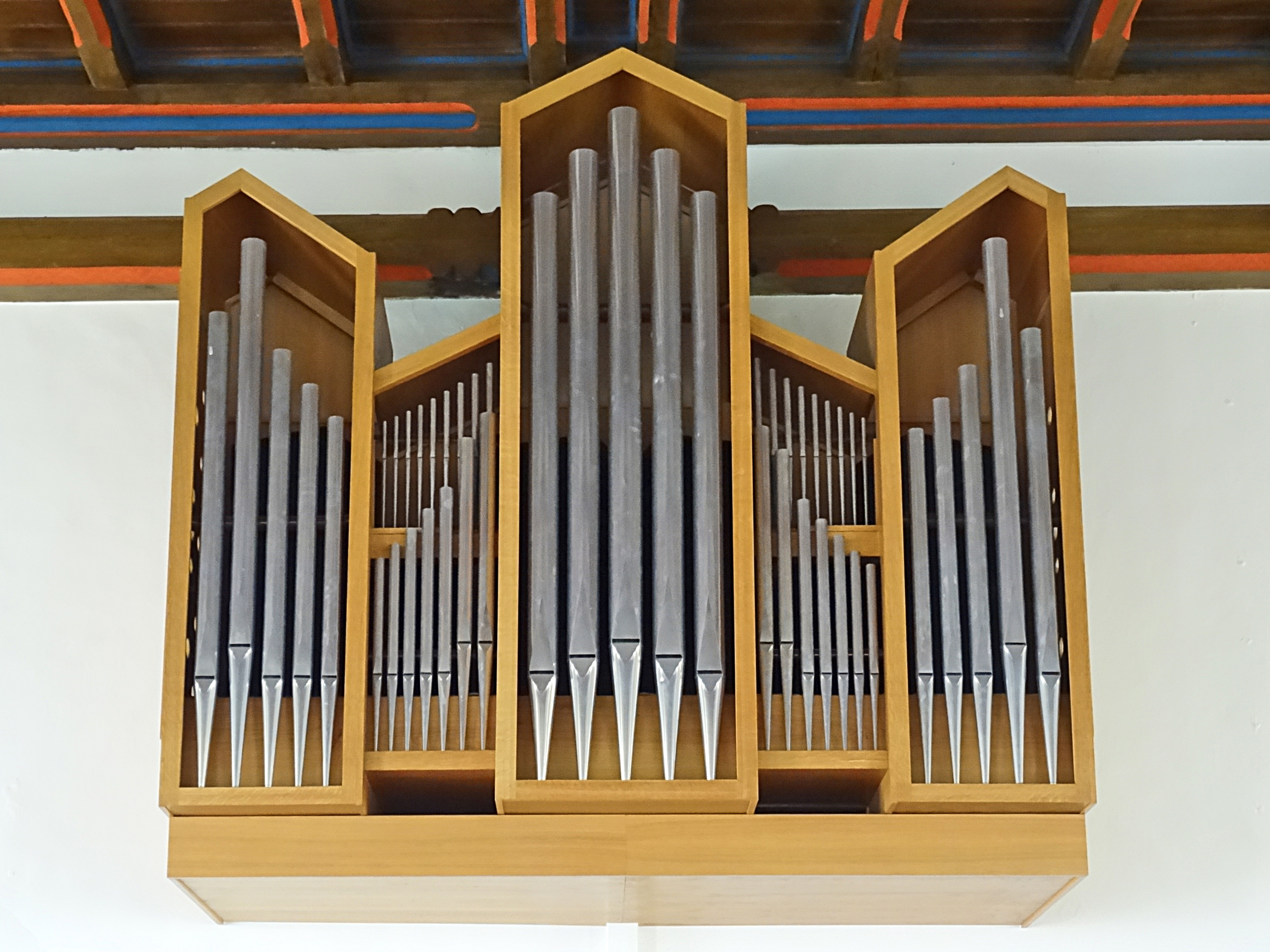
Die Orgel

### Heiliges Grab

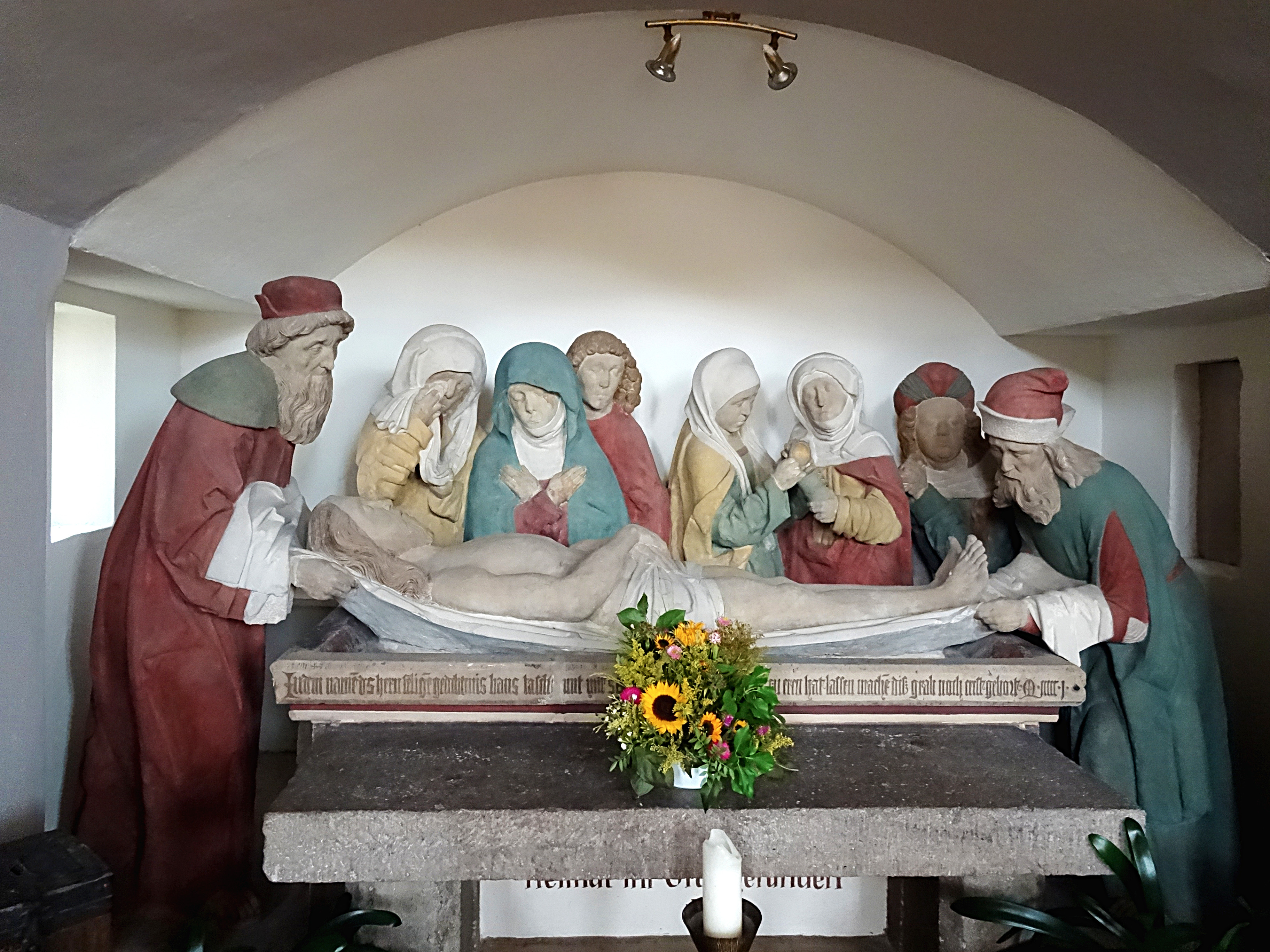
Das Heilige Grab

In einer Wandnische im Norden befindet sich ein Heiliges Grab mit acht Statuen aus Sandstein von 1501, die Ende des 19. Jahrhunderts farbig gefasst wurden. Die genaue Herkunft der Skulpturengruppe ist nicht bekannt. Vermutlich stand sie in einer St.-Egidien-Kirche aus der Eisenacher Region und ist nach den Wirren des Bauernkrieges in das südliche Eichsfeld gelangt. Möglicherweise war sie auch für die nicht mehr fertiggestellte Wallfahrtskirche im benachbarten Katharinenberg gedacht. Aufgestellt wurde sie dann in der Diedorfer Kirche. 1728 wurde für die Grablegung eine eigene Kapelle gebaut und es entwickelte sich eine Wallfahrt. Mit dem Neubau der Kirche wurde sie dann dort aufgestellt.

## Glocken
Die drei Glocken haben die Schlagtöne f‘, as‘ und b‘.